# Football Club Igea Virtus Barcellona 2007-2008
Questa voce raccoglie le informazioni riguardanti  il Football Club Igea Virtus Barcellona nelle competizioni ufficiali della stagione 2007-2008.

## Rosa
| N. |                      | Ruolo | Calciatore           |
| -- | -------------------- | ----- | -------------------- |
|    | Malta (bandiera)     | D     | Andrei Agius         |
|    | Italia (bandiera)    | D     | Giuseppe Alizzi      |
|    | Italia (bandiera)    | C     | Francesco Alosi      |
|    | Italia (bandiera)    | P     | Matteo Apuzzo        |
|    | Italia (bandiera)    | C     | Alessandro Bonaffini |
|    | Italia (bandiera)    | D     | Ferdinando Campione  |
|    | Italia (bandiera)    | A     | Roberto Casella      |
|    | Italia (bandiera)    | C     | Antonio Condello     |
|    | Italia (bandiera)    | A     | Filippo Crinò        |
|    | Italia (bandiera)    | C     | Francesco D'Anna     |
|    | Italia (bandiera)    | A     | Michele De Bellis    |
|    | Argentina (bandiera) | A     | Julián Di Cosmo      |
|    | Italia (bandiera)    | P     | Giuseppe Di Masi     |

| N. |                   | Ruolo | Calciatore              |
| -- | ----------------- | ----- | ----------------------- |
|    | Italia (bandiera) | C     | Elio Di Toro            |
|    | Italia (bandiera) | P     | Salvatore Fagone Pulice |
|    | Italia (bandiera) | D     | Pasquale Fazio          |
|    | Italia (bandiera) | C     | Claudio Giaco           |
|    | Italia (bandiera) | C     | Gioacchino Giardina     |
|    | Italia (bandiera) | D     | Shadi Gosheh            |
|    | Italia (bandiera) | D     | Luigi Lo Monaco         |
|    | Italia (bandiera) | C     | Santo Matinella         |
|    | Italia (bandiera) | A     | Antonio Montella        |
|    | Italia (bandiera) | D     | Antonino Panarello      |
|    | Italia (bandiera) | A     | Giovanni Ricciardo      |
|    | Italia (bandiera) | A     | Pierpaolo Ruiz          |